# Potamonautes platycentron
Potamonautes platycentron é uma espécie de crustáceo da família Potamonautidae.
Pode ser encontrada nos seguintes países: Quénia e Tanzânia.
Os seus habitats naturais são: lagos de água doce.